# SS Vaderland
SS Vaderland byl parník s hrubou prostorností 11 899 BRT, postavený v loděnicích John Brown & Co. Ltd. pro společnost Red Star Line. Jeho pohon zajišťovaly dva kondenzační pístové parní stroje se čtyřnásobnou expanzí páry, každý stroj poháněl jednu lodní vrtuli. Loď byla spuštěna na vodu 12. července 1900 a 8. prosince téhož roku vyplul na svou první plavbu Antverpy – Southampton – New York. V roce 1914 byl prodán White Star Line, poté International Navigation Co. a přejmenován na Southland. Od roku 1915 sloužil v 1. světové válce jako transportní loď. 2. září 1915 byl v Egejském moři torpédován, ale nepotopil se, proto mohl být opraven. 4. června 1917 byl opět torpédován poblíž Irska. Tentokrát se už potopil.